# L'Atalante (film)
Pour les articles homonymes, voir Atalante (homonymie).
Ne doit pas être confondu avec L'Atalante (maison d'édition).
Pour plus de détails, voir Fiche technique et Distribution.
L'Atalante est un film français réalisé par Jean Vigo, sorti en 1934.

## Synopsis
Pour fuir la monotonie de sa vie au village, Juliette se marie avec Jean, un marinier qui navigue en compagnie du père Jules, un vieil excentrique, et d'un gosse, petit mousse de la péniche. La vie à bord de l'Atalante est monotone ; chacun s'adonne à ses activités : Jean se voue exagérément à son travail quitte à délaisser Juliette, qui entend tout réformer en se lançant dans un ménage inédit. Quant au père Jules, fantasque et créatif, il vit entouré d'une famille de chats et des objets qu'il amasse au fil des escales et qu'il bricole. 
Des tensions apparaissent. Lors d'une escale à Paris, ville qui suscite la curiosité de Juliette, la jeune épouse fugue à la suite du numéro de séduction, dans une guinguette, d'un camelot artiste et chansonnier. Furieux, Jean l'abandonne pour rallier Le Havre, mais, obsédé par son souvenir, il commence à se déprimer. 
Il plonge, les yeux ouverts, sous la péniche pour essayer de voir Juliette dans l'eau, ainsi qu'elle lui avait montré quelque temps auparavant qu'elle faisait. Touché par ce désespoir, le père Jules part à la recherche de Juliette et la retrouve chez un disquaire, en train d'écouter La Chanson du marinier. Ils reviennent ensemble sur l'Atalante.

## Contexte
L'Atalante est l'unique long métrage réalisé par Jean Vigo, mort une semaine après que le film a été retiré de l'affiche. Le film a été monté par Louis Chavance, sous la direction de Jean Vigo, déjà malade et alité.

## Fiche technique
- Titre : L'Atalante
- Réalisateur : Jean Vigo, assisté d'Albert Riéra
- Montage : Louis Chavance
- Scénario : Jean Vigo, Albert Riéra, d'après une idée de Jean Guinée
- Photographie : Boris Kaufman
- Cadre : Louis Berger, Jean-Paul Alphen[3]
- Décors : Francis Jourdain
- Son : Marcel Royné
- Musique : Maurice Jaubert, Charles Goldblatt
- Production : Jacques-Louis Nounez
- Pays d'origine :  France
- Société de production	: Gaumont-Franco Film-Aubert
- Genre : Comédie dramatique et romance
- Format : Noir et Blanc - 35mm - 1,27:1 - Mono
- Durée : 89 minutes (version intégrale)
- Dates de sortie : 
  - France : 24 avril 1934 (projection corporative), 14 septembre 1934 (Paris) ; 29 septembre 2021 (reprise[4])
- Affiche : René Péron (France)

## Distribution
- Dita Parlo : Juliette
- Jean Dasté : Jean
- Michel Simon : le père Jules
- Gilles Margaritis : le camelot
- Louis Lefebvre : le petit mousse
- Raphaël Diligent : Raspoutine, le trimardeur
- Maurice Gilles : le propriétaire
- Acteurs non crédités
  - Fanny Clar : la mère de Juliette
  - Charles Dorat : le voleur
  - Gen Paul : l'invité qui boite
  - Jacques Prévert : une silhouette
  - Pierre Prévert : le voyageur pressé
  - René Blech : le garçon d'honneur
  - Paul Grimault
  - Albert Riéra
  - Lou Tchimoukov
  - Genya Lozinska

## Histoire des versions du film
La Gaumont, inquiète après l'interdiction de Zéro de conduite, film précédent du cinéaste, décida de remplacer la musique de Maurice Jaubert par la chanson à succès de Lys Gauty Le Chaland qui passe. « Imaginez qu'au milieu d'une représentation de Pelléas, l'orchestre exécute soudain Parlez-moi d'amour », s'était insurgé Claude Aveline[réf. souhaitée].
Le film sort sous le titre de la chanson. Des scènes sont supprimées. De 84 minutes, la durée du film, raccourcie de 19 minutes, passe à 65 minutes. À la suite de l'échec commercial du film, les exploitants de salle coupèrent à leur tour dans la copie pour l'« améliorer », ce qui était habituel au temps du cinéma muet, mais encore plus destructeur avec les films sonores[réf. souhaitée].
En 1940, le nouveau détenteur des droits et ancien actionnaire de la Gaumont, Henri Beauvais, présente une version la plus correcte possible (une reconstitution partielle, du mieux qu'il pouvait) avec le titre et la musique originales du film qu'il avait lui-même mutilé. Malheureusement, le négatif de cette copie est détruit pendant la guerre[réf. souhaitée].
En 1950, Henri Langlois et la Cinémathèque française se basent sur cette version de Beauvais qu'ils corrigent avec différentes copies trouvées çà et là, et en rencontrant l'entourage de Vigo. La qualité technique de cette restauration est médiocre[réf. souhaitée].
En 1983, un jeune réalisateur âgé de 23 ans, Jean-Louis Bompoint apprend que la Cinémathèque française est, depuis peu, en possession d'éléments inédits récemment retrouvés. Il veut lancer une nouvelle restauration, mais Vincent Pinel, conservateur au sein de la Cinémathèque française, l'envisage déjà secrètement[réf. souhaitée].
En 1990, dans le but de conserver ses droits sur l'œuvre qui vont bientôt tomber dans le domaine public, Gaumont sort une version restaurée. Elle est produite par Michel Schmidt et dirigée par Jean-Louis Bompoint (qui a entre-temps reçu le soutien de Luce Vigo, fille du cinéaste) et Pierre Philippe.
Cette restauration, présentée au festival de Cannes, est dite enfin « complète ». Mais cette version intègre des rushes inédits qui n'étaient pas montés dans la version de 1934, comme le fameux « plan de l'iceberg » qui montre Jean Dasté sucer un glaçon. Les restaurateurs ne savent pas où coller ce plan onirique, certes splendide, qui est placé au milieu du film. De surcroît, ce nouveau montage va dans le sens d'une grammaire plus moderne du langage cinématographique. Le film est alourdi. Un ralenti est même ajouté au plan final qui, de plus, est resserré[réf. souhaitée].

La même année, une copie de travail de L’Atalante de 1934, proche de la version finale, est retrouvée à Londres par Jean-Louis Bonpoint, copie dont les restaurateurs de 1990 n'ont pas eu le temps de s'inspirer complètement. Cette copie est découverte grâce à un indice donné par Paulo Emílio Sales Gomes (pt) dans son ouvrage Jean Vigo : 

« Il ne nous a pas été donné de suivre le travail d'exécution technique de la nouvelle version réalisée par les soins de la Cinémathèque française, mais en voyant le résultat final, on constate qu'il ne manque pas d'intérêt. Toutefois, quand on a déclaré à la presse parisienne, à l'occasion du Festival d'Antibes en 1950, ou au congrès de la fédération internationale des archives du film, à Cambridge en 1951, que la version originale de L’Atalante avait été reconstituée, il s'agissait comme à Bruxelles en 1934, d'une exagération. En tous cas, bien qu'une reconstitution de la version originale soit désormais difficile, un progrès a été réalisé et d'autres sont toujours possibles. Déjà, le fait qu'il existait à Londres dès 1934, une copie du film conservant le titre original, remplit d'espoir les admirateurs de Jean Vigo. L'œuvre de Vigo arriva en Angleterre dès 1934, avec la projection à peu près simultanée, à Londres — en automne de cette année — de L’Atalante dans un cinéma commercial et de Zéro de conduite dans un ciné-club. […] Il n'y est pas question du Chaland qui passe, mais bien de L’Atalante comme titre. Peut-être Gaumont, doutant des charmes de la chanson de Bixio sur le public anglais, avait-il décidé de lui envoyer la version du Palais Rochechouart ? »

À la fin de la première projection cannoise, Freddy Buache, qui a refusé d'aider les restaurateurs car il n'a pas été associé directement à l'opération, crie tout fort : « C'est une bonne copie de L'Atalante, mais ce n'est pas la meilleure… »[réf. souhaitée].
En 2001, Bernard Eisenschitz, historien du cinéma, restaure L'Atalante, de façon plus rigoureuse, sur la base de la copie retrouvée à Londres, le but étant de revenir au montage original approuvé, de son lit, par Vigo[réf. souhaitée]. Eisenschitz a réalisé un film comparatif, entre les différentes versions et les rushes conservés, intitulé Les Voyages de L'Atalante.
En 2017, Gaumont entreprend un partenariat avec la Cinémathèque française et The Film Foundation, l'association à but non lucratif de Martin Scorsese, afin d'engager une restauration numérique effectuée en 4K. Le master est réalisé depuis des copies d'époque existantes, redécouvertes grâce à Gaumont, Luce Vigo et Bernard Eisenschitz, qui correspondent à la version la plus proche du travail du réalisateur, et avec un retour à la pellicule 35 mm. La restauration est supervisée par le laboratoire L'Image Retrouvée (Bologne/Paris). La version restaurée est présentée lors de la programmation Cannes Classics du festival de Cannes 2017. Elle sort en salles en France en septembre 2021.

## Reconnaissance
L'Atalante est régulièrement cité parmi les plus grands films du cinéma, et un des favoris de divers réalisateurs : il figure notamment à la 34e place du sondage des « Plus grands films de tous les temps » de Sight and Sound auprès des critiques de cinéma (et à la 46e place pour le sondage chez les cinéastes).
Emir Kusturica fait partie de ces admirateurs et considère Vigo comme un poète. Plusieurs scènes du mariage et de séquences sous-marines du film Underground sont inspirées de scènes de L'Atalante.

#### Ouvrages
- Nathalie Bourgeois, Bernard Benoliel et Stéfani de Loppinot, "L'Atalante", un film de Jean Vigo, La Cinémathèque française, coll. « La puce à l'œil », 2000, 343 p. (ISBN 2-900596-34-3).
- Nathalie Bourgeois et Bernard Benoliel, "L'Atalante" : un film de Jean Vigo, CNC, BIFI, coll. « Lycéens au cinéma », 2001, 23 p.
- Jean-Max Méjean, "L'Atalante" de Jean Vigo : 1934, Gremese, 2017, 118 p. (ISBN 978-2-36677-136-7).
- Paulo Émilio Salès Gomès, Jean Vigo, éditions du Seuil, coll. « Cinémathèque », 1957, 277 p.

#### Article
- Bernard Eisenschitz, « Jean Vigo ou la rébellion du cinéma » , sur L'Humanité, 27 mars 2022 (consulté le 23 avril 2023).

### Filmographie
- 1964 : Cinéastes de notre temps : Jean Vigo de Jacques Rozier
- 2001 : Les Voyages de l'Atalante de Bernard Eisenschitz